# Pál Ordódy

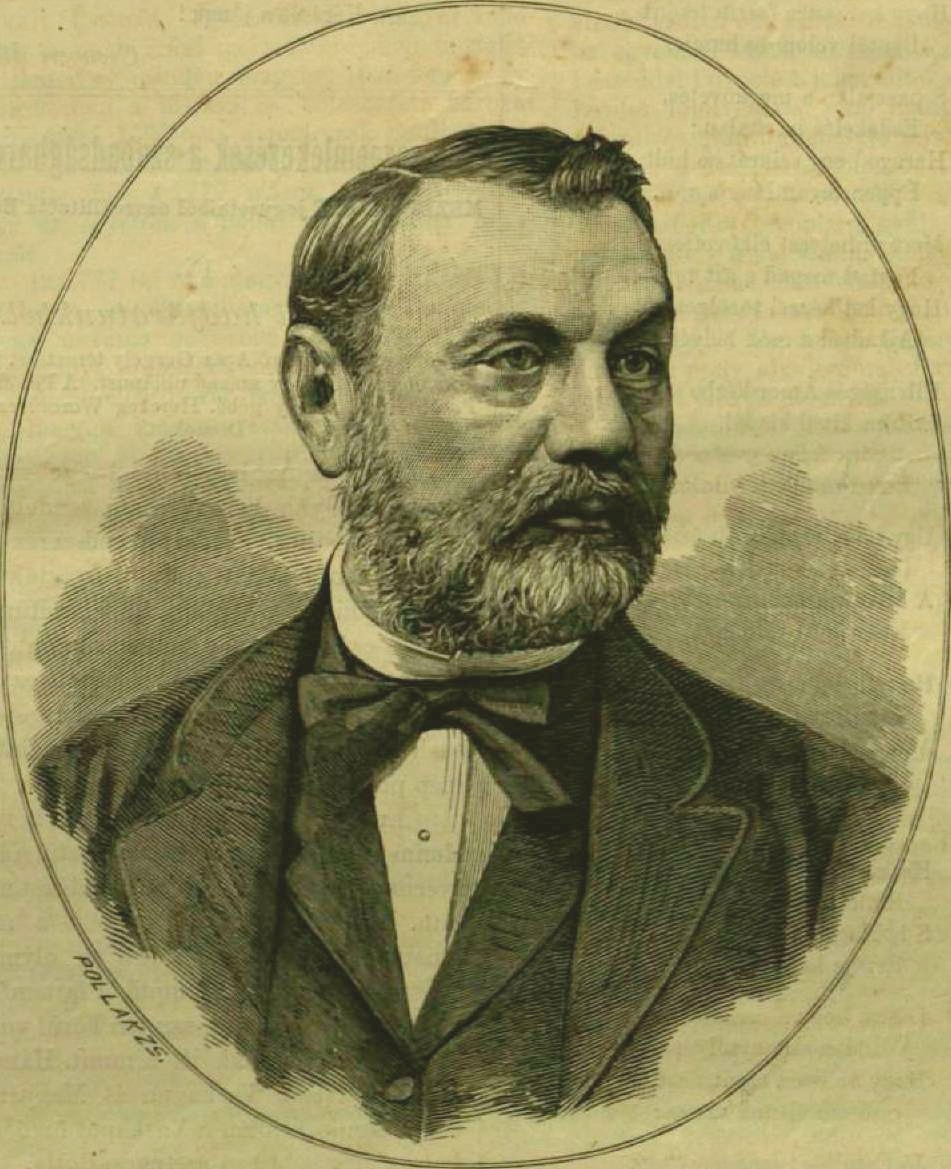
Pál Ordódy

Pál Ordódy von Ordód und Rozsonmiticz (* 26. August 1822 in Pest; † 26. August 1885 in Bagota, Komitat Komárom) war ein ungarischer Politiker und Minister für öffentliche Arbeit und Communication (Verkehrsminister).

## Leben
Nach dem Jurastudium in Pest wurde Ordódy Unternotar im Komitat Komorn und 1848 Referendar im Handelsministerium. Im selben Jahr begleitete er László Szalay, den Gesandten von Ministerpräsident Lajos Batthyány, als Sekretär auf die Frankfurter Nationalversammlung. Nach Niederschlagung des Ungarischen Unabhängigkeitskriegs kam Ordódy zunächst in Haft und zog sich später auf sein Gut in Bagota im Komitat Komorn zurück. 1868 wurde er Vizegespan des Komitats und wurde im Folgejahr für den Wahlkreis Udvard Abgeordneter im ungarischen Reichstag. 1880 wurde er Minister für öffentliche Arbeit und Communication (Verkehrsminister) im Kabinett von Kálmán Tisza. Während seiner Amtszeit führte er den Bau von Eisenbahnstrecken sowie den Ausbau des Wasserschutzsystems fort. Nach seiner Abdankung 1882 wurde er 1884 Mitglied des Magnatenhauses, verstarb jedoch im Folgejahr ohne eine Sitzung besucht zu haben auf seinem Gut in Bagota (heute Ortsteil von Hurbanovo, ung. Ógyalla, Slowakei).